# فرودگاه تک‌بانده لاوا اناپایک
فرودگاه تک‌بانده لاوا اناپایک (به انگلیسی: Lawa Anapaike Airstrip) یک فرودگاه همگانی است . این فرودگاه در کشور سورینام قرار دارد .